# Auf dem Grund
Auf dem Grund ist ein deutscher Fernsehfilm aus dem Jahre 2019 von Thorsten Schmidt. Er handelt von der Auflösung eines alten Familiengeheimnisses um einen Badeunfall. Produziert wurde das Drama von Hager Moss Film GmbH nach einem Drehbuch von Susanne Schneider und Astrid Ruppert. Der Film erlebte seine Uraufführung im September 2019 beim Filmfest Hamburg. Zur TV-Premiere kam es am 23. März 2022, beim Sender das Erste.

## Handlung
Anne ist erfolgreiche Schwimmtrainerin. Sie fördert junge Nachwuchsschwimmerinnen und bereitet sie auf die Landesmeisterschaft vor. Eine von ihnen ist ihre eigene Nichte Julie. Mit ihrer Schwester Miriam hat sie deswegen oft Meinungsverschiedenheiten, da Miriam überzeugt ist, dass ihre Tochter von ihrer Tante zu sehr unter Leistungsdruck gesetzt wird. Anne hatte ebenfalls Aussichten, eine hervorragende Karriere als Schwimmerin hinzulegen, doch aus Gründen, die zunächst unklar bleiben, versagten ihr im entscheidenden Wettbewerb die Nerven.
Auch zu ihrer Mutter Inge gestaltet sich das Verhältnis der beiden Schwestern sehr schwierig. Als ihre Mutter ihren runden Geburtstag feiert, kommt es zum Eklat: Als ein Glasgefäß mit von Kinderhand bemalten Steinen hervorgeholt wird, verlässt die Mutter ihre eigene Geburtstagsfeier und ist für mehrere Tage nicht ansprechbar. Annes Vater Helmut erträgt dieses Verhalten stoisch. Anne hingegen, befremdet von diesem Vorgehen, versucht herauszufinden, was vorgefallen ist. In Abwesenheit der Mutter durchsucht sie ihr Zimmer und findet ein altes Gerichtsschreiben. Hieraus erfährt Anne, dass das Sorgerecht für einen Jungen namens Michael von ihrer Mutter auf deren ersten Mann übertragen wird, d. h. dass sie einen Halbbruder haben muss, der ihr vollkommen unbekannt ist.
Zeitgleich mit der geplatzten Geburtstagsfeier entwickelt Anne Wahnvorstellungen von Schatten und Grünpflanzen im tiefen Wasser, unter denen sie einige Jahre zuvor bereits gelitten hatte. Eine Psychotherapie dagegen lehnt sie jedoch ab.
Anne nimmt Kontakt mit Michaels Vater auf und lässt sich Michaels Adresse geben. Mit ihrer Schwester Miriam beschließt sie, Michael aufzusuchen, muss jedoch erfahren, dass die Adresse zu einem Friedhof gehört. Dort finden die beiden das Grab ihres Halbbruders, der, lediglich ein Jahr älter als Anne, im Alter von neun Jahren verstarb.
Mit diesen Erkenntnissen konfrontiert sie ihren Vater Helmut. Dieser erzählt erstmals, dass Inge ein weiteres Kind hatte, den Bruder Michael, der im Urlaub zu Besuch kam und bei einem Badeunfall ertrank. Helmut führt davon einige Amateurfilmaufnahmen vor. Anne hat diesen Vorfall samt der Existenz des Halbbruders, der bei seinem Vater lebte, komplett aus dem Gedächtnis verdrängt. Das Ehepaar Inge und Helmut entschied, ihren Kindern Anne und Miriam nichts von der Existenz dieses Bruder zu erwähnen aus Sorge, dieser Vorfall könnte sie belasten, und machten hieraus ein Familiengeheimnis.
Anne sucht den See auf, wo sich ihr Gedächtnis stückweise rekonstruiert. Als sie ins Wasser taucht, fallen ihr die Ereignisse wieder ein: Im Alter von acht Jahren tauchte sie mit ihrem Bruder Michael in diesem See, wobei er sich in Wasserpflanzen verhedderte, aus denen Anne ihn nicht befreien konnte, woraufhin Michael in ihrem Beisein ertrank.
Nachdem Anne das Geheimnis ergründet hat, verschwinden die Wahnvorstellungen. Bei den Landesschwimmmeisterschaften nimmt auch ihre Nichte Julie teil. Im Wettkampf verliert sie jedoch aufgrund einer Trainingsüberlastung das Bewusstsein und muss von Anne aus dem Wasser gerettet werden. Genauso wie ihre Tante verpasst sie damit eine Chance für ihre Schwimmkarriere. Anne bekennt, dass der Grund für ihr Versagen bei ihrer Schwimmmeisterschaft vor vielen Jahren war, dass sie während des Wettkampfes auf dem Grund des Beckens einen Jungen halluziniert hatte, nach dem sie getaucht ist, um ihn aus dem Wasser zu holen.

## Produktion
Produktionsstart war der 7. Mai 2019 in Hannover. Produziert wurde er von der der Hager Moss Film GmbH im Auftrag des Norddeutschen Rundfunks. Drehorte waren Hannover, Burgwedel, Wunstorf, Neustadt am Rübenberge, Celle und Wedemark. Produzentin ist Anja Föringer.

## Kritiken
Film-Rezensionen schreibt: „‚Auf dem Grund‘ begleitet eine dysfunktionale Familie, die mit den Folgen eines dunklen Geheimnisses zu kämpfen hat. Trotz guter schauspielerischer Leistungen ist das Drama ein Totalausfall. Auflösung und Figuren funktionieren nicht, es fehlt zudem der nötige Feinschliff bei der Familiendynamik.“
Prisma schreibt: „Was Michelsen, Hanczewski, Weisgerber und Co. im unprätentiös erzählten Drama ins Wohnzimmer liefern, dürfte manche an eigene dunkle Familienfeste, Offenbarungen und Eklats erinnern – oder, wenn daheim alles „paletti“ war, dann vielleicht an andere gute Filme zum Thema. Nicht zuletzt ist das bis zum Ende der 90 Minuten subtil spannende TV-Werk auch mal wieder ein Plädoyer in Richtung Fernsehmacher: Traut euch mehr Erzählungen ohne Leiche zu! Selbst erfahrene Primetime-Kommissarinnen freuen sich, wenn sie wie in diesem Film einfach mal nur leben – und nicht ermitteln müssen.“
Im Tagesspiegel ist zu lesen: „‚Auf dem Grund‘ mag schwere Kost sein, fernab jeglicher Mainstream-Unterhaltung. Aber dieser leise Film erzählt von den wirklich wichtigen Dingen des Lebens. Vom Gestern, das das Heute mithin ausmacht. Gespielt von einem großartigen Ensemble. Und er veranschaulicht sehr nachvollziehbar: ‚Das Vergangene ist nicht tot. Es ist nicht einmal vergangen.‘“